# 梅勒迪斯
梅勒迪斯（英語：Meredith）是位于美国纽约州特拉华县的一个镇，地处特拉华县北部。2010年美国人口普查时，该镇有1529人。梅勒迪斯镇建于1800年，其名称来源于曾担任美国国库局局长的塞缪尔·梅勒迪思。